# Bataille du lac Tanganyika

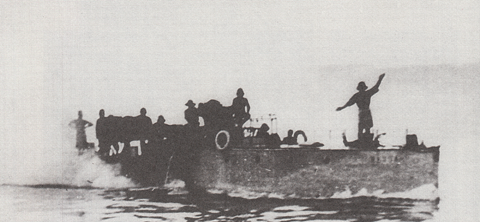
le navire belge Netta sur le lac Tanganyika.

La bataille du lac Tanganyika est une série d'engagements navals opposant la Kaiserliche Marine à la Royal Navy entre décembre 1915 et juillet 1916, sur le théâtre africain de la Première Guerre mondiale. 
L'objectif est d'assurer le contrôle du lac Tanganyika, qui possède une importance stratégique, et qui est sous domination des unités navales allemandes depuis le début de la guerre. Les forces britanniques, composées de deux bateaux à moteur nommés Mimi et Toutou (en), sont sous le commandement du capitaine de corvette excentrique Geoffrey Spicer-Simson. Les bateaux sont transportés en Afrique du Sud, par le biais du chemin de fer, d'une rivière et en étant trainés à travers la jungle africaine jusqu'au lac. 
Après deux brefs combats, les deux petits bateaux à moteurs ont attaqué et vaincu leurs adversaires allemands. Lors de la première action, le 26 décembre 1915, le Kingani (de) est endommagé et capturé, devenant HMS Fifi. Dans la seconde, la petite flottille coule le Hedwig von Wissmann. Les Allemands, qui maintiennent sur le lac une troisième grande embarcation lourdement armée, le Graf von Götzen, sont attaqués de manière décisive par des avions belges. Le développement du conflit terrestre amène les Allemands à se retirer du lac et le contrôle de la surface du lac Tanganyika revient aux Britanniques et aux Belges. 

## Dans l'engrenage de la Grande Guerre

### Le contexte du lac Tanganyika en Afrique

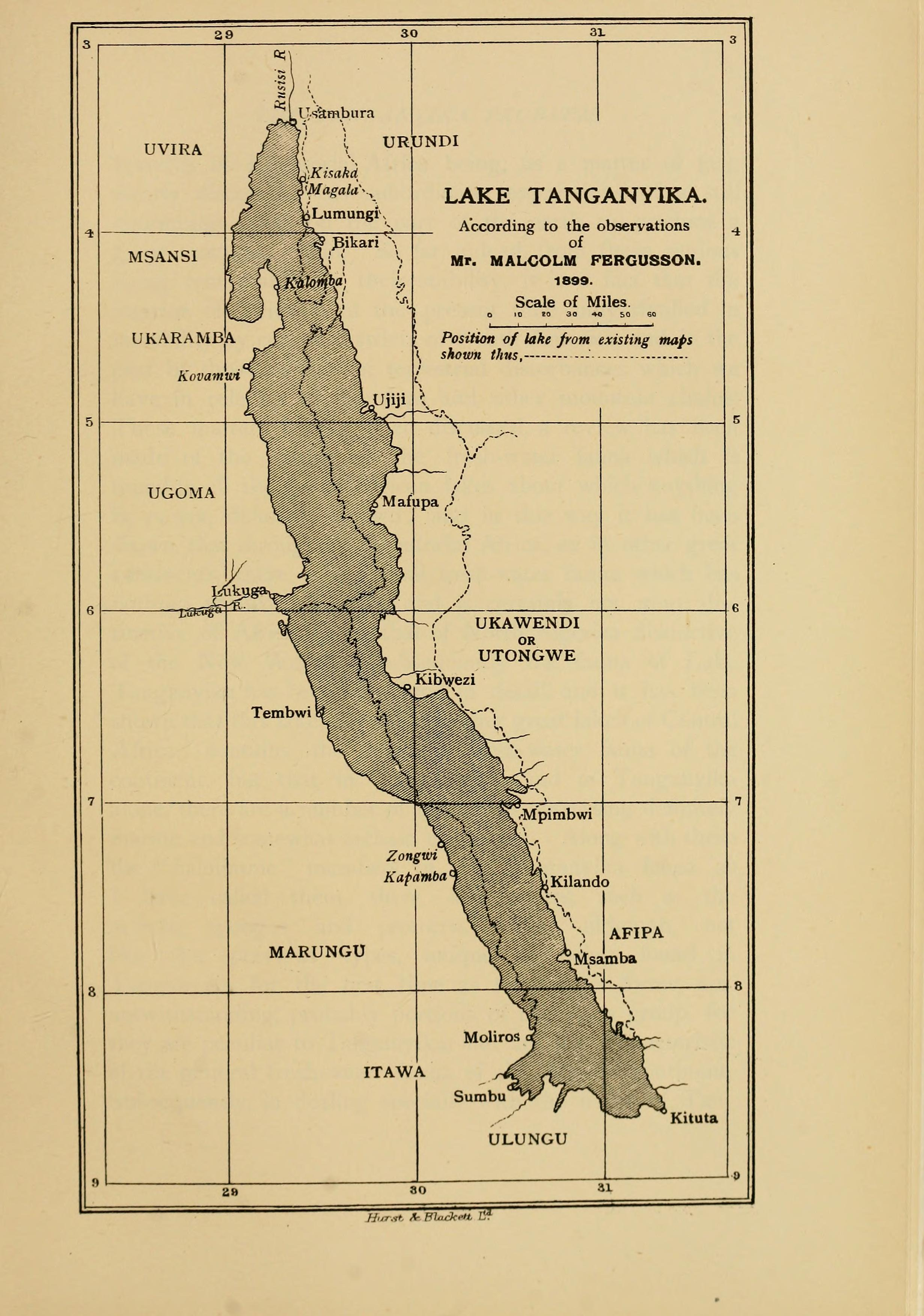
Carte du Lac Tanganyka datant de 1905.

En 1914, le lac Tanganyika se situe entre le Congo Belge, sur sa rive occidentale, et l'Afrique orientale allemande, sur sa rive orientale. Au début de la guerre, les Allemands ont deux navires de guerre sur le lac Tanganyika : le Hedwig von Wissmann (de), de plus de 60 tonnes et le Kingani (de) de plus de 45 tonnes. Le Hedwig von Wissmann est rapidement armé de quatre canons qui proviennent d'un autre navire, et navigue jusqu'au port d'Albertville, c'est-à-dire sur le côté belge du lac, où il attaque un navire à vapeur belge, l’Alexandre Delcommune, que son équipage parvient à sauver du naufrage en l'échouant. 

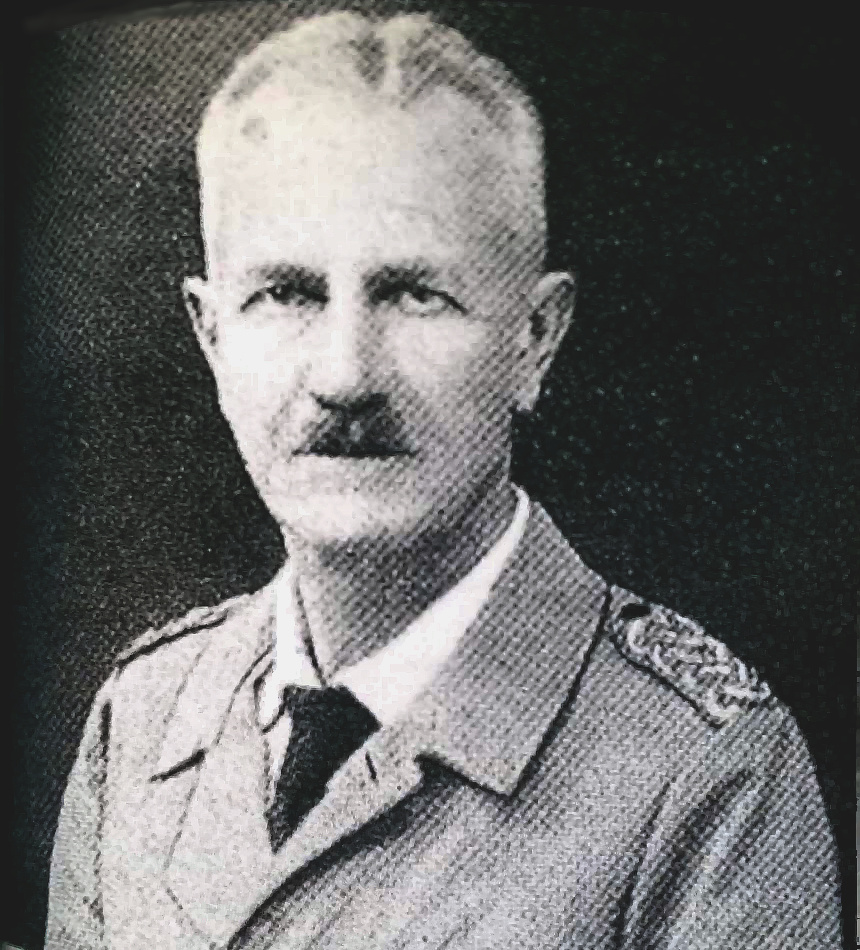
Le général allemand Kurt Wahle.

Cela donne aux Allemands une supériorité incontestée sur le lac, leur position se renforçant avec le naufrage d'un bateau à vapeur britannique, lors d'un raid en novembre 1914. Les Allemands utilisent leur contrôle sur le lac pour lancer une attaque contre la Rhodésie du Nord, dirigée par le major-général Kurt Wahle (de). Ce sont les bombardements de Lukuga qui ont convaincu les Belges de soutenir les Britanniques.
Malgré cet engagement, les Belges et les Britanniques ne peuvent pas faire grand-chose pour défier les Allemands. Les Belges ont les composants pour un grand bateau à vapeur, le Baron Dhanis, qui, s'il pouvait être assemblé, serait beaucoup plus grand que le Kingani ou le Hedwig von Wissmann, mais ils n'osent pas commencer la construction, puisque les Allemands patrouillent sur le lac. Les Allemands représentent ainsi une menace pour le bateau, avant même sa construction. Les Britanniques décident d'envoyer deux canons de 12 livres pour l'armer, mais les Belges, qui ne peuvent pas le construire et le lancer, préfèrent les utiliser comme batterie côtières pour défendre la Lukuga.
Le contrôle allemand du lac a été important pour toute la campagne d'Afrique de l'Est. Bien que les Britanniques puissent rassembler des troupes au sud du lac, et que les Belges aient des troupes au nord, aucun ne peut pousser vers l'Afrique orientale allemande en raison du risque que les Allemands utilisent leurs bateaux pour transporter des troupes au-delà du lac et les utilisent pour couper les lignes d'approvisionnement et de communication.

### Les stratégies adoptées
Le 21 avril 1915, John R. Lee, un vétéran de la seconde guerre des Boers, arrive à l'Amirauté britannique pour une rencontre avec l'amiral Henry Jackson (en). Auparavant, Lee était en Afrique de l'Est pour observer les navires allemands sur le Lac Tanganyika. Il rapporte que les Allemands se préparent à lancer un nouveau navire à partir de leur port fortifié de Kigoma. Sous le nom Graf von Götzen, le navire a été construit au chantier naval de Meyer à Papenburg, démonté et emballé dans 5000 caisses et transporté à Dar-es-Salaam. De là, il a été amené par chemin de fer à Kigoma et assemblé en secret. D'une longueur de 67 m et dépassant les 1 600 tonnes, il a pour objectif d'augmenter le contrôle allemand sur le lac et permet le transport de 800 à 900 soldats, qui peuvent être transportés rapidement à n'importe quel point du lac pour effectuer des raids sur le territoire.
Pour contrer cette menace, Lee propose que des canonnières à moteur soient envoyées en Afrique et transportées à l'intérieur du lac. Elles sont petites et très maniables et, si elles étaient armées d'une arme de 6 400 m, elles pourraient être plus grandes que les gros navires Allemands. Jackson, qui examine le plan, l'approuve en déclarant que c'est le devoir de la Marine royale d'attaquer l'ennemi partout où il y a de l'eau pour faire flotter un navire. Lee est nommé deuxième commandant de l'expédition et place comme capitaine de corvette Geoffrey Spicer-Simson. 
Spicer-Simson est un homme décrit par Giles Foden comme un menteur inexpérimenté et un coureur de jupon. Il atteint le grade de lieutenant-commandant, mais n'a pas réussi à progresser davantage en raison de plusieurs erreurs qui l'ont conduit à végéter dans un petit bureau à Londres, dans les bureaux de l'Amirauté. Il faut dire qu'en 1905, il a presque fait couler un sous-marin en prenant une mauvaise décision pour balayer les périscopes ennemis, et qu'il a également fait échouer un navire dans le port de Portsmouth, provoquant la mort d'un homme. Néanmoins il avait commandé avec succès un navire d'observation sur le fleuve Gambie et, en raison d'une pénurie d'officiers, il est choisi pour prendre le commandement. L'opération se lance alors.

## Le déroulement du conflit

### Les préparatifs

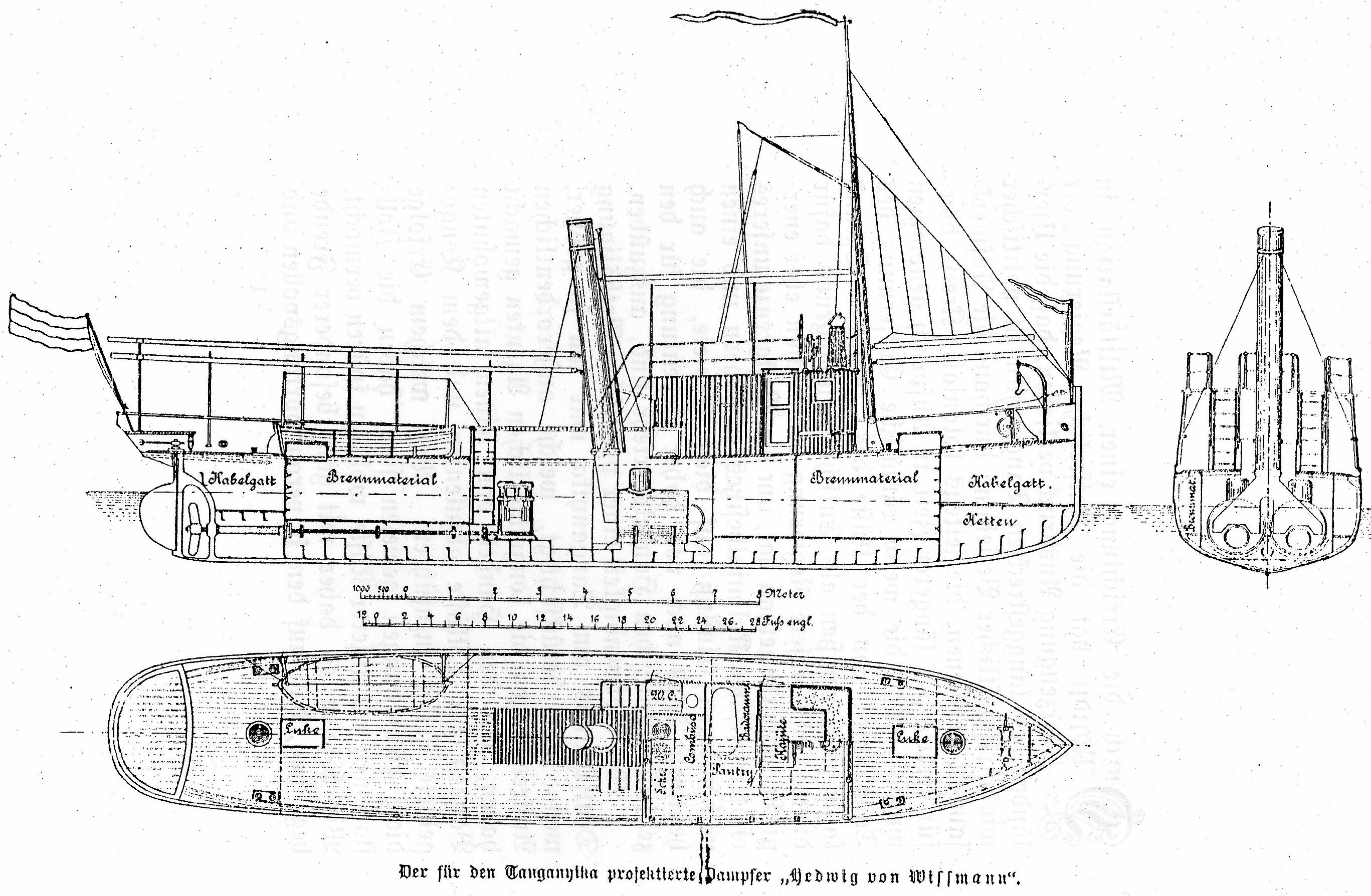
Le Hedwig von Wissmann.

Les Allemands profitent de la perte de certains navires sur d'autres fronts, pour transférer les équipages et une partie du matériel sauvé à d'autres navires. La position allemande sur le lac est ainsi renforcée par la perte du Königsberg, dont les canons à tir rapide sont récupérés. Une partie de l'équipage de ce dernier rejoint également les forces allemandes pour le contrôle du lac. Job Odebrecht (en) dirige le Hedwig von Wissmann (de), Gustav Zimmer le Graf von Götzen et Job Rosenthal au commandement de Kingani (de).
Contre cette formidable force, les Belges n'ont pu rassembler qu'une barge à essence armée de deux canons, un bateau à moteur nommé Netta, et un baleinier équipé d'un moteur hors-bord. Ils espèrent pouvoir mettre sur pied le Baron Dhanis, qui n'est pas encore assemblé. Ils se doutent que les Britanniques ont l'intention de lancer des navires sur le lac, mais ils craignent que le Baron Dhanis ne puisse être prêt. Ils se préparent en lancer des hydravions sur le lac, afin d'observer les positions allemandes et de les bombarder. 

### L'envoi deMimietToutou

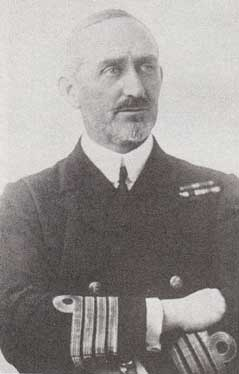
Geoffrey Spicer-Simson

La force navale britannique se compose de deux bateaux à moteur de 12 mètres de long. Spicer-Simson suggère qu'on les nomme Cat and Dog, mais la proposition est rejetée par l'Amirauté. Il propose alors une solution de rechange, Mimi et Toutou, qui est acceptée.
L'équipage est constitué à partir de connaissances de Spicer-Simson et marins issus de la Réserve navale royale. Spicer-Simson propose un certain nombre d'améliorations à la conception originale, tel l'amélioration de leur vitesse, la mise en place de fusils qui seront montés, et des doublures en acier, qui seront aussi rajoutés aux réservoirs d'essence.
Les bateaux sont testés sur la Tamise le 8 juin, où les dispositions sont prises pour que Mimi s'exerce au tir : c'est un échec, puisque le canon s'envole dans la rivière dès le premier tir. Après la réparation, les bateaux sont chargés le 15 juin par le biais de remorques et des berceaux spéciaux adaptés, pour leur permettre d'être transportés par chemin de fer ou par voie terrestre, ainsi que le matériel et les fournitures pour l'expédition. Pendant ce temps, le 8 juin précisément, le Graf von Götzen est lancé sur le lac Tanganyika. 
La première étape du voyage de Mimi et Toutou est achevé après 17 jours en mer, pour plus de 16 000 km. Une fois au Cap de Bonne-Espérance, les hommes de l’expédition traversent Bulawayo avec un train, en direction du nord, pour se rendre à Élisabethville, où ils arrivent le 26 juillet. Après le voyage en train, ils sont tractés sur plus de 235 km dans la brousse par des équipes de tracteurs à bœufs ou à vapeur jusqu'à la station de chemin de fer de Sankisia, où ils embarquent pour Bukama. À Bukama, les bateaux et les équipements sont déchargés et préparés pour la suite du voyage sur le Lualaba. Le voyage se termine le 22 octobre, en arrivant à Kabalo pour prendre un train qui les emmène à proximité du port belge de Lukuga, sur les rives du lac Tanganyika. Mimi et Toutou sont prêts à être lancés à la recherche des Allemands. 

### Le déroulement chronologique de la bataille

#### Le lancement deMimietToutouet la capture deKingani

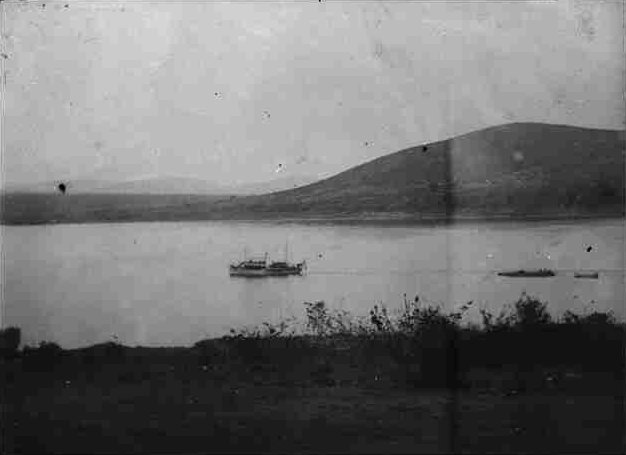
Le Kingani sur les rives du lac Tanganyika en 1915.

Toutou est lancée sur le lac Tanganyika le 22 décembre, et Mimi le lendemain. Les préparatifs finaux sont effectués le 24 décembre, y compris le ravitaillement en carburant et l'installation d'armes à feu, après quoi de brefs essais sont effectués. Ils quittent le port de Lukuga une fois que le navire allemand Kingani est passé. 
Le Kingani, poursuivi par les deux petits bateaux à moteur, se retrouve en difficulté puisque son imposant canon ne peut tirer que vers l'avant, et les bateaux à moteurs qui le poursuivent sont plus rapides et agiles. Ces derniers ouvrent le feu. L'action est rapide, avec quelques officiers allemands qui perdent la vie, et les Britanniques finissent par prendre possession du navire. La bataille a provoqué un trou dans la coque, qui nécessite des réparations. Une fois celles-ci effectuées, le navire est renommé HMS Fifi, en référence à un oiseau que possédait la femme d'un officier belge. 
L'Amirauté est impressionnée par l'expédition et Spicer-Simson est promu au rang de commandant à la date de la réussite de l'action. Sur le moment les Allemands n'envoient pas le Hedwig von Wissmann ni un autre navire pour enquêter sur la disparition du Kingani. La saison des tempêtes rend en effet la navigation sur le lac dangereuse pour de petits bateaux. De plus les Allemands sont occupés à transporter des troupes et des fournitures. 

#### La chute duHedwig von Wissmann

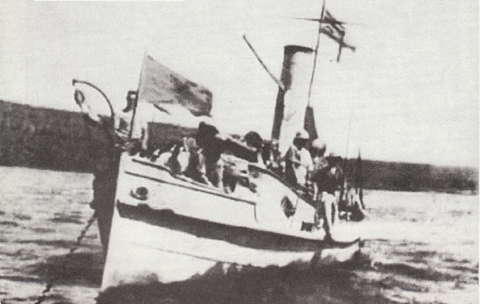
L'ancien ', devenu HMS Fifi après sa capture.

Ce n'est que mi-janvier que le Hedwig  von Wissmann commence à enquêter sur la disparition du Kingani. Pendant ce temps, les Belges augmentent leur flotte, puisque Spicer-Simson reçoit le navire belge Delcommune, renommé Vengeur. Le Hedwig  von Wissmann est rapidement repéré sur le lac, et les forces belges et anglaises doivent l'intercepter. La flottille belge est constituée de Mimi, Fifi, Dix-Ton et d'un baleinier – Toutou étant endommagé et en réparation. Le navire allemand tente de s'échapper, mais il est poursuivi par les différents navires ennemis.
Fifi ouvre le feu, ainsi que Mimi, mais la situation est difficile puisque la vitesse duHedwig  von Wissmann est supérieure. Grâce à la précision d'un tir de Fifi, la coque du Hedwig  von Wissmann est touchée ce qui provoque des inondations, et c'est ensuite la salle des machines qui est touchée, faisant éclater la chaudière et tuant cinq marins africains et deux Allemands. Alors que les incendies commencent à se propager dans l'embarcation, le commandant en chef  donne l'ordre d'abandonner le navire, tout en mettant en place des charges explosives pour le détruire, en le coulant. Cela permet aux Britanniques de couler un grand ennemi naval allemand.

#### La chute duGötzen

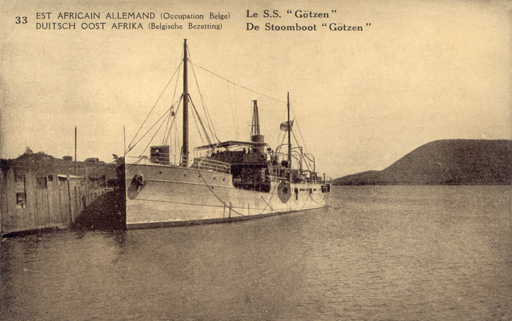
Le Graf von Götzen.

La flotte alliée retourne sur la côte avec les prisonniers et le navire capturé. Le lendemain, un nouveau navire allemand apparait au large, naviguant lentement à la recherche du Hedwig  von Wissmann : c'est le Graf von Götzen. Les équipes s'organisent afin d'utiliser leurs bateaux, mais Spicer-Simson refuse l'attaque, puisqu'ils ne sont pour le moment pas capables de rivaliser avec Graf von Götzen.
En quittant le lac, et à la suite d'un voyage difficile, il réussit à trouver un bateau en acier appartenant au consul britannique de Banana et le démantèle pour le faire transporter au lac Tanganyika. À son retour en mai, la position allemande sur le lac s'était énormément dégradée. Les Belges reçoivent des Britanniques quatre hydravions de type court pour attaquer le Graf von Götzen. 
Plusieurs bombardements sont effectués depuis les airs sur la canonière allemande, en juin 1916, le 2 juin sans succès, mais une nouvelle mission fut lancée le 12 juin vers 18h00 avec le même équipage qui put survoler à basse altitude le port de Kigoma. Malgré les tirs de défense contre avions, l’observateur Collignon réussit à lâcher deux projectiles de 65 livres sur le navire allemand « Graf von Götzen » et un des engins explosa sur le gaillard arrière, endommageant le gouvernail et fit taire le canon de 88 mm et une des mitrailleuses, tandis que la poupe du navire se mettait à brûler. Le Graf von Götzen, incapable dès lors de se diriger, se mit à faire des ronds sur le Lac. Le pilote vide ensuite les chargeurs circulaires de sa Lewis sur les positions ennemies, jetant la panique parmi les défenseurs. Une nouvelle rupture de bouchons purgeurs survenue lors du retour faillit tourner à la catastrophe, car un des flotteurs était percé de balles, mais par chance « Le Vengeur » aperçut les dernières fusées tirées par les aviateurs et brûla ses feux pour le rejoindre. L’hydravion fut remorqué par son ange gardien et réapparut le lendemain à la base de Mtoa et l’équipage de l’appareil fit immédiatement son rapport au commandant de Bueger qui le transmit au QG de la Lukuga par un porteur de dépêches. Ce rapport de mission enthousiasma le colonel Georges Moulaert qui cita l’équipage à l’ordre du jour de ses troupes .
On notera que l'armement de Graf von Götzen, notamment l'auto-canon de 105 mm, avait déjà été démantelé au profit de l'armée de terre allemande. Le commandant du navire, devenu inopérant, saborde celui-ci, le coulant le 26 juillet 1916, au sud de la baie de l'Éléphant juillet.

## Les conséquences

### La fin des opérations

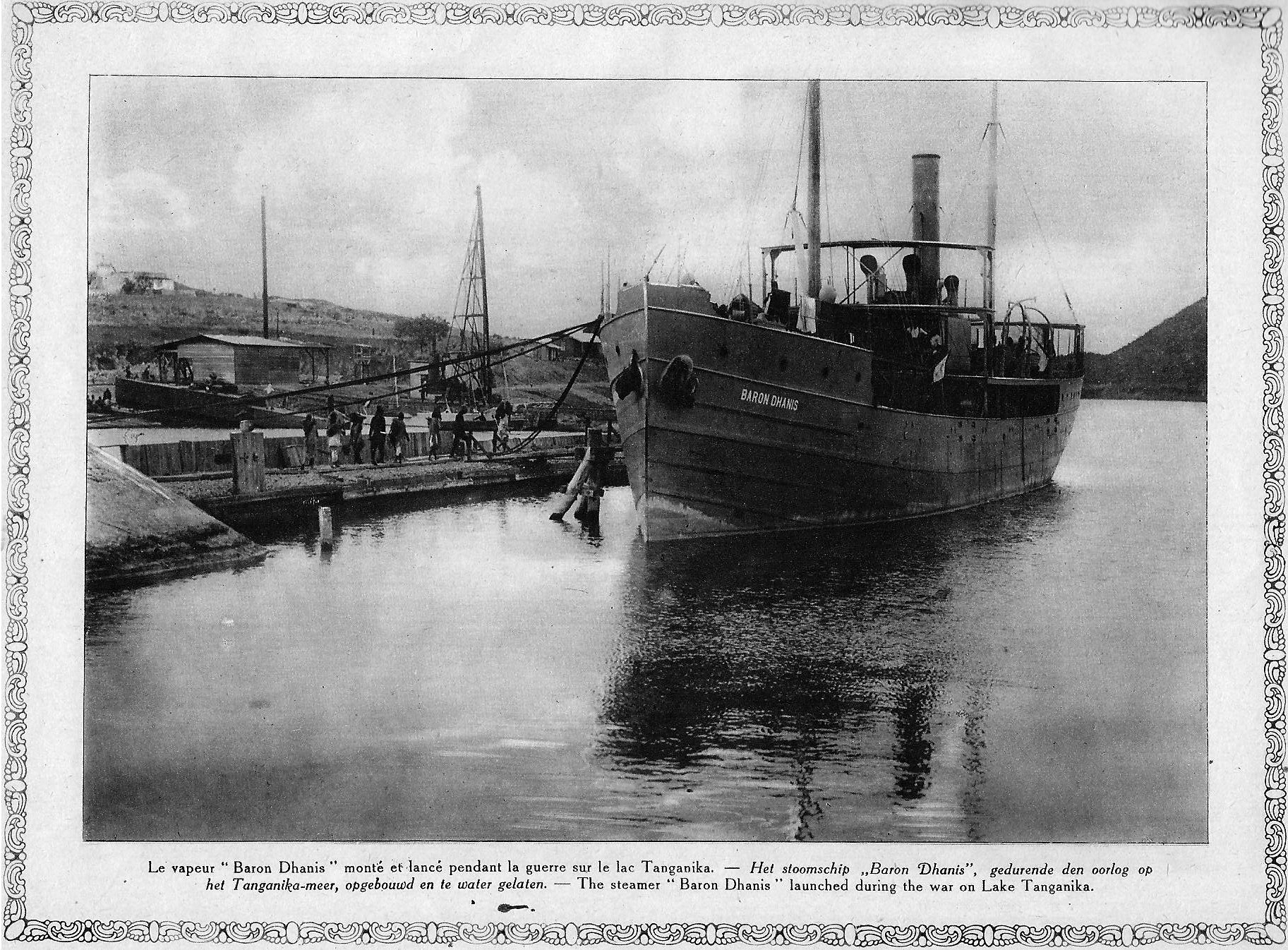
Le Baron Dhanis.

Après ces diverses opérations, le contrôle anglo-belge du lac Tanganyika est assuré à l'été 1916, bien que la guerre en Afrique se poursuive pendant encore deux ans. La plupart des hommes de l'expédition navale sont retournés en Grande-Bretagne, où Geoffrey Spicer-Simson  est reçu par le commandement, mais n'obtient pas de promotion puisqu'il aurait eu un comportement difficile envers ses alliés belges. Certains navires issus de la bataille naviguent toujours à l'époque sur le lac de Tanganyika. 

### Les promotions et distinctions
Les différents acteurs de la bataille côté britannique reçoivent divers honneurs militaires et promotions en récompense du succès rencontré. Geoffrey Spicer-Simson se voit attribuer l'Ordre du Service Distingué et est promu au rang de commander en 1916, avant d'atteindre le grade de capitaine en 1919. Il se voit également attribuer par les Belges  l'Ordre de la Couronne, ainsi que la croix de guerre. 
Malgré ces distinctions, il est également réprimandé pour son comportement envers les Belges et ne se voit plus confier aucun commandement par la suite. Trois de ses officiers se voient attribuer la Distinguished Service Cross et douze de ses hommes reçoivent la Distinguished Service Medal 

### Place de la bataille dans la culture
La bataille du lac Tanganyika a eu un impact relatif sur l’imaginaire collectif, ainsi les exploits réalisés lors de cet épisode de la Première Guerre mondiale ont notamment inspiré le romancier britannique C.S. Forester dans l’écriture de son roman L'Odyssée de l'African Queen paru en 1935, ainsi que son adaptation cinématographique à succès en 1951 par le cinéaste oscarisé John Huston, qui permet à Humphrey Bogart d’obtenir son unique oscar de meilleur acteur. Le film a le droit à une suite homonyme sous forme de téléfilm diffusée sur CBS en 1977. Le Graf Von Goetzen a en effet servi d’inspiration pour le vaisseau de guerre Empress Luisa présent dans le roman et son adaptation à l’écran, tandis que Mimi et Toutou sont l’inspiration des HMS Amelia et HMS Mathilda dans le même roman.
Le Graf Von Goetzen est renfloué en 1924 par les Anglais pour faciliter le transport dans le protectorat du Tanganyika administré par les Anglais de 1916 à 1961. Le bateau est remis en service en 1927 comme bac transport de passager et de cargaison et prend le nom de MV Liemba. Le navire est aujourd’hui encore en circulation sur les étendues aqueuses du lac Tanganyika.